# Johann Lorenz Rugendas l'Ancien
Ne pas confondre avec son fils, Johann Lorenz Rugendas (1775-1826).
Johann Lorenz Rugendas, né vers 1730 et mort en 1799 à Augsbourg, est un dessinateur et graveur. 

## Biographie
Johann Lorenz Rugendas naît vers 1730. Il est le fils de Georg Philipp Rugendas (II). Il grave des scènes historiques de son époque, des portraits et des animaux.
Johann Lorenz Rugendas meurt en 1799 à Augsbourg.